# Gymnanthera
Gymnanthera är ett släkte av oleanderväxter. Gymnanthera ingår i familjen oleanderväxter.
Kladogram enligt Catalogue of Life:
| Gymnanthera | \| \| Gymnanthera cunninghamii \| \| \| \| \| \| Gymnanthera fruticosa \| \| \| \| \| \| Gymnanthera oblonga \| \| \| \| \| \| Gymnanthera pedunculata \| \| \| \| |
|             | \| \| Gymnanthera cunninghamii \| \| \| \| \| \| Gymnanthera fruticosa \| \| \| \| \| \| Gymnanthera oblonga \| \| \| \| \| \| Gymnanthera pedunculata \| \| \| \| |
|             | Gymnanthera cunninghamii |
|             | |
|             | Gymnanthera fruticosa |
|             | |
|             | Gymnanthera oblonga |
|             | |
|             | Gymnanthera pedunculata |
|             | |